# ブラック・ユーモア選集
『ブラックユーモア選集』（ブラックユーモアせんしゅう）は、早川書房が1970年から1971年に刊行したブラック・ユーモア小説の叢書。
全6巻＋別巻1の計7巻。箱入りビニールカバー、四六版。1976年に改訂版が刊行された。

## 刊行リスト
- 第1巻『幻の下宿人』（ローラン・トポール（英語版）、榊原晃三訳） 1970
「幻の下宿人」（Le locataire chimerique）
「ジョコ、記念日を祝う」（Joko fete son anniversaire）
- 第2巻『囁きの霊園』（イーヴリン・ウォー、吉田誠一訳） 1970.3
「囁きの霊園」（The Loved One）
「ラヴディ氏のささやかな外出」（Mr. Loveday's Little Outing）
「ベラ・フリース、パーティを催す」（Bella Fleace Gave a Party）
- 第3巻『北京の秋』（L'automne a Pekin、ボリス・ヴィアン、岡村孝一訳） 1971.4
- 第4巻『怪船マジック・クリスチャン号』（テリイ・サザーン、稲葉明雄訳） 1970
「怪船マジック・クリスチャン号」（The Magic Christian）
「博士の奇妙な冒険」（Flash and Filigree）
- 第5巻『日本篇 : 短篇集』（伊東守男編） 1970.4
「桜の木の下には」（梶井基次郎）
「注文の多い料理店」（宮沢賢治）
「風博士」（坂口安吾）
「卵」（夢野久作）
「なわ」（安部公房）
「東北の神武たち」（深沢七郎）
「数の年齢」（深沢七郎）
「蠍たち」（倉橋由美子）
「とむらい師たち」（野坂昭如）
「兇暴な口」（小松左京）
「鏡」（星新一）
「ゆきとどいた生活」（星新一）
「過去への電話」（福島正実）
「ガラスのヴァギナ」（唐十郎）
「「そよそよ族の叛乱」についてのうわさについて」（別役実）
「夢の時間」（金井美恵子）
「秋鶯囀」（塚本邦雄）
「サウンド・オブ・ミュージック」（和田誠）
「WC」（稲垣足穂）
- 第6巻『外国篇 : 短篇集』（早川書房編集部編） 1970.5
フランス篇
「スイスにて」（En suisse、ローラン・トポール（英語版））
「親友」（Ami tres cher...、ローラン・トポール）
「へんな電話」（Le coup du telephon、ローラン・トポール）
「リュシエンヌに'フォア・ローズ'を」（Four Roses for Lucienne、ローラン・トポール）
「雷雨」（Orages、ローラン・トポール）
「むずかしい手術」（Une operation delicate、ローラン・トポール）
「死刑執行」（L'execution、ローラン・トポール）
「吸血鬼の歯」（Les dents du Vampire、ローラン・トポール）
「蟻(しびれ)」（Les fourmis、ボリス・ヴィアン）
「黒猫のためのブルース」（Blues pour un chat noir、ボリス・ヴィアン）
「かに座」（L'ecrevisse、ボリス・ヴィアン）
「自然の豊穣(抄)」（Les Richesses Naturalles、ルネ・ド・オバルディア（英語版））
「使用人(抄)」（L'employe、ジャック・ステルンベール（英語版））
アメリカ篇
「大都会がいっぱい」（World Full of Great Cities、ジョゼフ・ヘラー)
「使命」（The Mission、ブルース・ジェイ・フリードマン）
「ブラザヴィルのティーンエイジャー」（Brazzaville Teen-Ager、ブルース・ジェイ・フリードマン）
「あたしの名前を呼ばないで」（Don't Call Me by My Right Name、ジェイムズ・パーディ（英語版））
「モンキーハウスへようこそ」（Welcome to the Monky House、カート・ヴォネガット・ジュニア）
「ハリスン・バージロン」（Harrison Bergeron、カート・ヴォネガット・ジュニア）
「砂箱」（Sandbox、エドワード・オールビー）
「魔法の樽」（The Magic Barrel、バーナード・マラムード）
イギリス篇
「やりのこした仕事」（The Last Act、ロアルド・ダール）
イタリア篇
「ブレーキ」（Die Fussbremse、カルロ・マンツォーニ）
オーストリア篇
「文学史」（Literaturgeschichte、ローベルト・ノイマン（英語版））
スェーデン篇
「モビール」（Das Mobile、P・C・イエルシルド（英語版））
オランダ篇
「ある犬の生涯」（Das Leben Eines Hundes、マヌエル・ヴァン・ロッゲム（オランダ語版））
チェコ篇
「残念です」（Schade、スラヴォミール・ムロジェック）
- 別巻『ブラックユーモア傑作漫画集』（水野良太郎編） 1970.8